# 新善光寺 (笠間市)

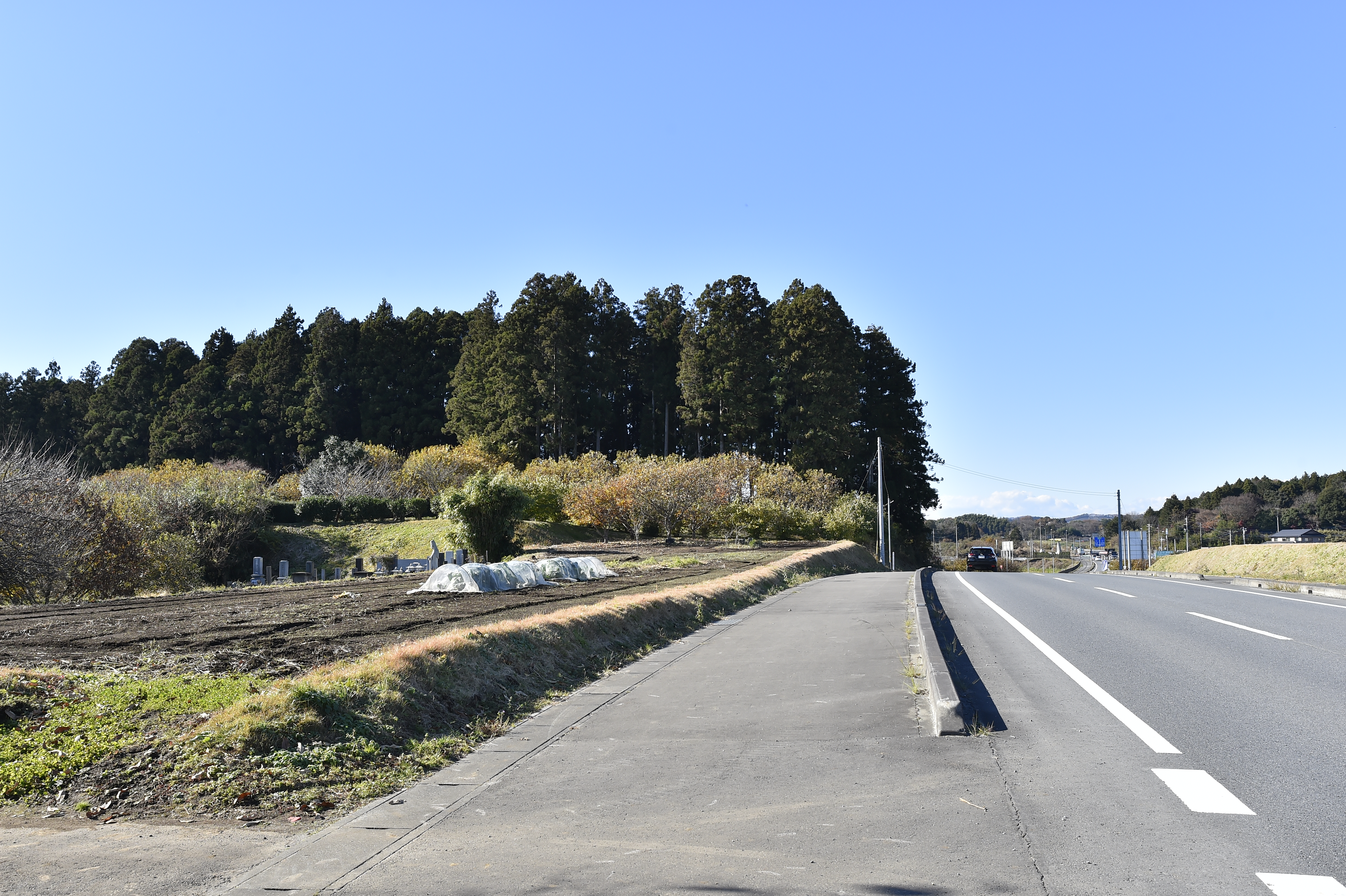
県道大洗友部線沿いにある新善光寺跡地（笠間市平町）

新善光寺（しんぜんこうじ）は、茨城県笠間市にあった時宗の仏教寺院。

## 概略と沿革
八田知家の子、知勝は出家して解意阿弥陀仏観鏡と名乗った。証空や一遍に学び、宍戸城の一角に当寺を建立したという。文禄4年（1595年）、檀越であった宍戸氏が佐竹義宣に服属し、海老ヶ島城に移させられると、寺は一緒に移転し海老ヶ島新善光寺となったが、元の寺も残り、同じ寺号と本尊を有したまま、末寺となった。廃仏毀釈で廃寺になると、旧本尊は檀家が預かった。県道が旧境内を通過するため、発掘調査がなされ、報告書が公刊されている。

## 文化財
- 阿弥陀三尊像 - 旧本尊は茨城県立歴史館に寄託中。市指定文化財[3]。
- 五輪石塔 - 旧境内にある五輪塔。八田知家とその子、宍戸家政を偲んで、江戸時代に末裔が建てたもの。市指定文化財[4]。

## 交通アクセス
東日本旅客鉄道水戸線宍戸駅より徒歩約10分